# Albert White (Bluesmusiker)

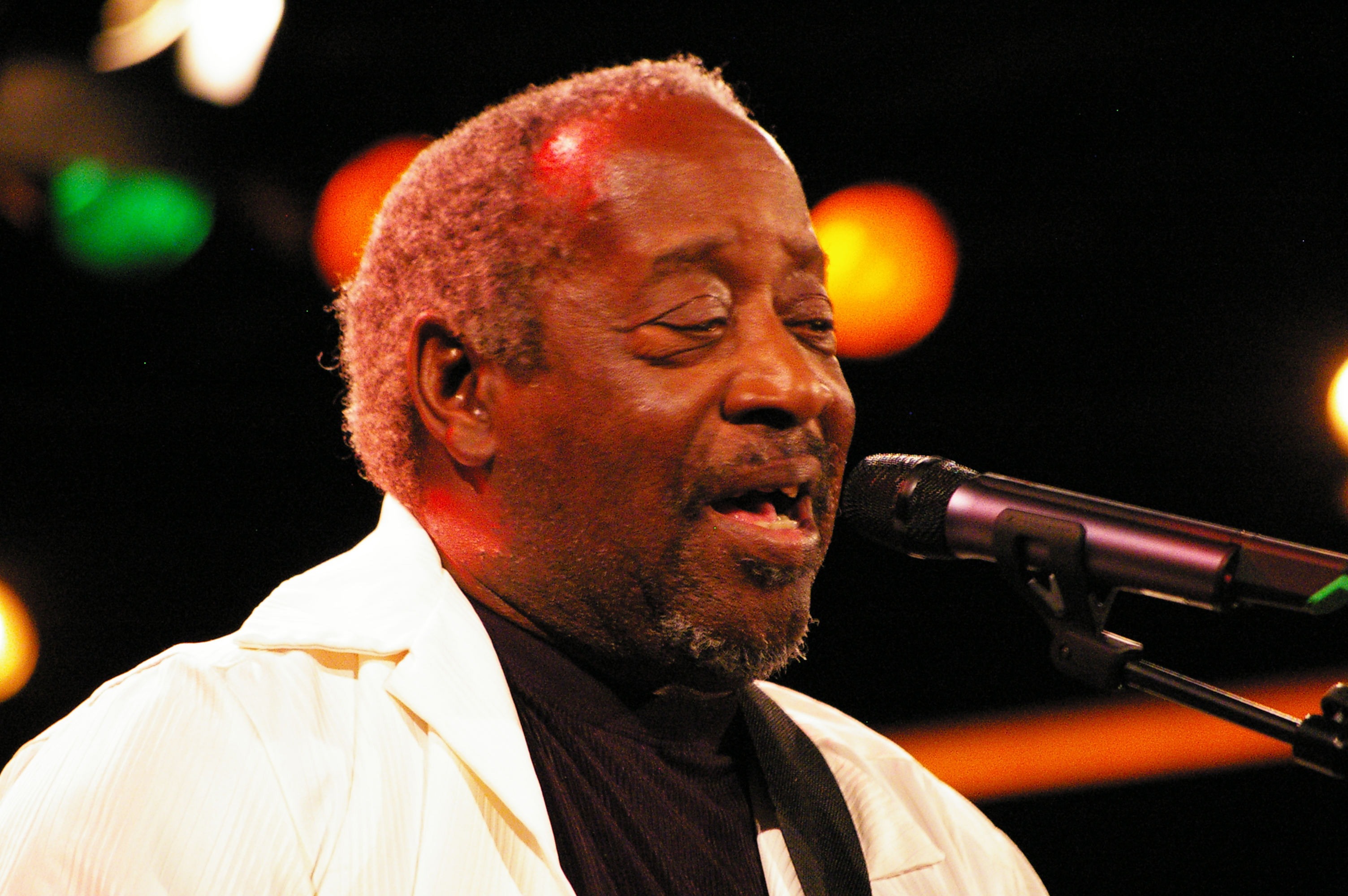
Albert White mit der Music Maker Blues Revue (42. Internationale Jazzwoche Burghause 2011)

Albert White (* 1. Dezember 1942) ist ein US-amerikanischer Bluesgitarrist.

## Biographie
Albert White begann mit dem Gitarrenspiel in den 1950er-Jahren. Mit 9 Jahren begann er sich für den Blues zu begeistern, besonders für die Gitarrenparts. Sein Onkel, Piano Red, gab ihm eine alte Gitarre und vermittelte ihm Gitarrenunterricht bei seinem Bandkollegen Wesley Jackson. In der High School hatte er seine erste Band, mit der er regelmäßig an verschiedenen Colleges auftrat.
Er spielte bis zu dessen Tod in  Piano Reds Band „Piano Red and the Interns“, wo er mit Beverly „Guitar“ Watkins zusammenspielte, mit der ihn eine lebenslange Freundschaft verbindet. Nach dem Tod Piano Reds spielte er bis Anfang der 1970er-Jahre Gitarre bei den „Tams“, danach bei Hank Ballard and the Midnighters. Heute ist er mit der Music Maker Revue unterwegs, einer Allstargruppe, die Geld für den Music Maker Relief Funds aufbringt, einer gemeinnützigen Organisation, die in Not geratene Musiker unterstützt.

## Diskographie
- 2007 Soul Of The Blues (Music Maker)
- 2011 The Music Maker Revue Live! in Europe (Dixiefrog)